# ثقافة إثيوبيا

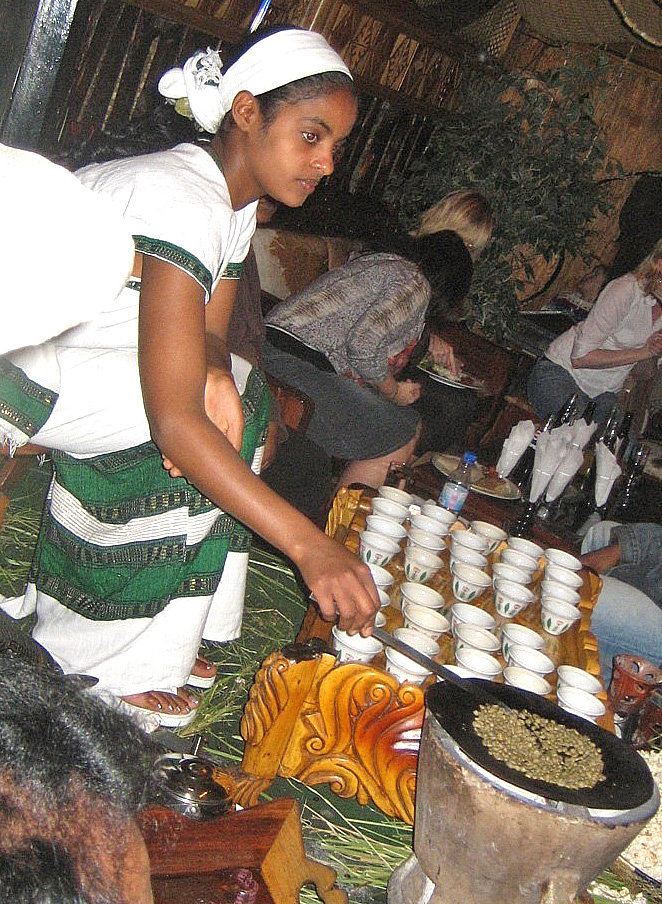
سيدة إثيوبيّة تُحضّر القهوة الإثيوبيّة الأصيلة على الطريقة التقليديّة المتوارثة عبر عشرات الأجيال في طقس احتفال القهوة الشهير حيث يجري تحميص وطحن ونخل وغلي القهوة تباعًا.

تمتلك إثيوبيا ثقافة متنوعة مبينة بشكل عام على هيكلية عرقية لغوية. تتبع الأغلبية الناطقة باللغات الأفريقية الآسيوية مزجًا يجمع تقاليد تطورت بشكل مستقل ومن خلال التفاعل مع الحضارات المجاورة والبعيدة عنها، بما في ذلك أجزاء أخرى من شمال شرق أفريقيا وشبه الجزيرة العربية وشبه القارة الهندية وإيطاليا وماليزيا. على النقيض من ذلك، تميل المجتمعات النيلية القومية والأقليات العرقية الأخرى إلى ممارسة التقاليد ذات الصلة بجنوب السودان و/أو منطقة البحيرات العظمى الأفريقية.

## الموسيقى
إن موسيقى أثيوبيا متنوعة للغاية، حيث ترتبط كل من المجموعات العرقية في البلاد بأصوات فريدة من نوعها. تتأثر بعض أشكال الموسيقى التقليدية بشدة بالموسيقى الشعبية من أماكن أخرى ضمن القرن الأفريقي، وخاصة الصومال. في شمال شرق إثيوبيا، في ووللو، تطور شكل موسيقي إسلامي يدعى «مانزوما» في العام 1907. انتشرت المانزوما التي تُغني باللغة الأمهرية إلى هرر وجيما حيث تغنى الآن بلغة الأورومو. في المرتفعات الإثيوبية، تُعزف موسيقى عامّية تقليدية من قبل عازفين جائلين يطلق عليهم اسم «أزماري»، وينظر إليهم بكلتا عيني الارتياب والاحترام ضمن المجتمع الإثيوبي.

## اللباس

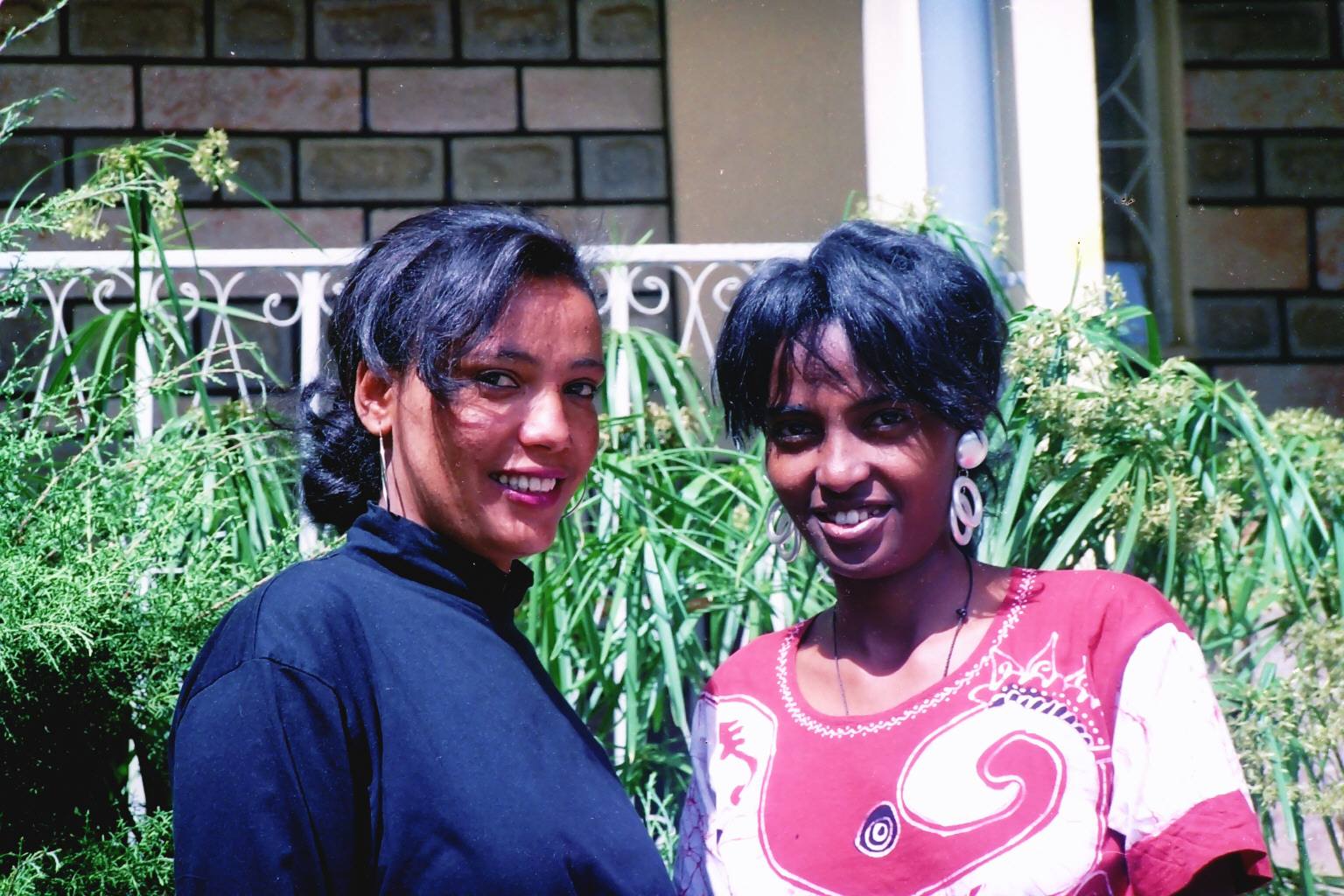
امرأتان أحباشيتان في لباس عصري

في بعض المناطق الوسطى والشمالية من البلاد، غالبا ما تكون ملابس النساء التقليدية من قماش يدعى الشما. وهو أساسا قماش مصنوع من القطن، عرضه تقريبًا 90 سم، يُنسج في شرائط طويلة تُخاط بعدها سويًا. في بعض الأحيان، تُخاط خيوط لامعة ضمن نسيج الثوب لإعطاء أثر أنيق. يستغرق الأمر من أسبوعين إلى ثلاثة أسابيع لصنع ما يكفي من القماش لثوب واحد. يمكن تزيين أسفل الثوب أو القميص بأنماط مختلفة.
يرتدي الرجال سروالًا وقميصًا يصل حدّ الركبة بياقة بيضاء، وأحيانًا مع سترة. وأيضًا يرتدون عادةً جوارب عالية حتى الركبة، في حين قد لا ترتدي النساء الجوارب على الإطلاق. يرتدي الرجال والنساء الشالات «النيتيلا». يتم إرتداء الشالات بطريقة تختلف حسب اختلاف المناسبات. عند ذهابهن للكنيسة، تغطي النساء شعرهن ويسحبن أطراف الشال العليا حول

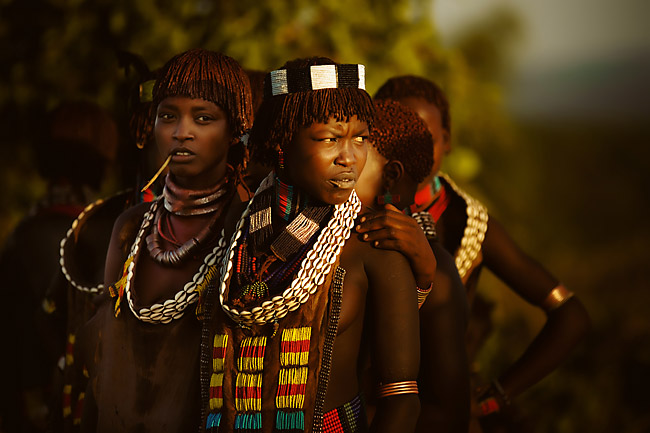
نساء أوموتيات حَامَاريات يرتدين زيهن التقليدي

أكتافهن ليصنعن صليبًا «مسكليا»، مع ظهور الخيوط اللامعة على الحافة. أثناء الجنازات، يتم ارتداء الشال بحيث تظهر الخيوط اللامعة في القاع «ماديغديغ». يُطلق على فساتين النساء اسم «هابيشا كيميس»، وغالبًا ما تكون مصنوعة من قماش الشما. عادة ما تكون الفساتين بيضاء اللون مع وجود لون ما فوق حاشية الثوب السفلية. تُرتدى أساور وقلائد الفضة أو الذهب على الذراعين والقدمين لإكمال المظهر. تردي بعض النساء اليوم في المدن فساتين سهرة مصمّمة تجمع ما بين الأقمشة التقليدية والأسلوب الحديث.
ولا تزال هذه الملابس التقليدية تُرتدى بشكل يومي في الريف. في المدن والبلدات، تحظى الملابس الغربية بشعبية كبيرة. لكن في بعض المناسبات الخاصة مثل رأس السنة «الإنكوتاتاش»، أو عيد الميلاد «غينا»، أو الأعراس، يرتدي البعض ملابس تقليدية.
غالبا ما تغطي المرأة رأسها بقطعة من القماش مربوطة حول الرقبة. غالبًا ما تُستخدم أقمشة مثل الشما والكوتا، وأقمشة بيضاء تشبه الشاش، وهو أمر شائع بين النساء المسلمات والمسيحيات. ترتدي النساء المسنات وشاحًا بشكل يومي، في حين أن النساء الأخريات يرتدين فقط وشاحًا يدعى أيضًا بالـ «نيتيلا» أثناء حضورهن الكنيسة.

## المطبخ
يحتفي المطبخ الإثيوبي بأطباق ومأكولات مختلفة من الخضار واللحوم التي غالبًا ما تكون مُعدة كيخنة أو حساء كثيف. توضع حصتان أو أكثر من اليخنة على عجينة خبز مرقوق قطره 50 سم (20 إنش) مصنوع من دقيق الطيف (الأثب الطيفي) المخمر. لا تؤكل هذه الوجبة بأداة، وإنما بخبز الإنجيرا (خبر إثيوبي يشبه الكريب) دائمًا باليد اليمنى لغرف الطعام من صحون المقبلات والأطباق الجانبية. لا يحتوي الطعام التقليدي الإثيوبي على أيّ من لحم الخنزير أو المأكولات البحرية (ما عدا السمك)، وذلك لأن أغلب الإثيوبيين اعتنقوا تاريخيًا كنيسة التوحيد الأرثوذكسية الإثيوبية، أو اليهودية، أو الإسلام، والذين جميعهم يحرمون تناول لحم الخنزير والمحار. إضافة إلى ذلك، يتقيد المسيحيون الأرثوذكس بعدد من فروض الصيام (مثل الصوم الكبير) خلال السنة، يجري خلالها تحضير الطعام دون أي لحوم أو منتجات ألبان. أحد الأطباق الإثيوبية الأخرى يدعى «دورو وات»، وهو حساء دجاج مع بيض مسلوق.

## الرياضة
تعد سباقات المضمار والميدان أكثر الرياضات تألقًا في إثيوبيا، إذ فازوا فيها بالعديد من الميداليات ضمن دورة الألعاب الأولمبية. تعد كرة القدم الرياضة الأكثر شعبية في إثيوبيا. على الرغم من عدم نجاح المنتخب الوطني، إلا أنه يحظى بدعم جزء كبير من السكان.

## الإعلام
تسيطر الحكومة الإثيوبية على الإذاعة والتلفاز. توجد تسع محطات إذاعية مرخصة للعمل، ثماني محطات بث إذاعي ت م، ومحطة واحدة قصيرة الموجة. محطات البث الإذاعي الرئيسية (جميعها بث ت م) هي إذاعة أثيوبيا، وراديو تورتش، وإذاعة صوت أثيوبيا الحرة الواحدة، وصوت ثورة تيغراي. زادت نسبة مشاهدة التلفاز على مر السنوات، وتوجد اليوم العديد من القنوات التي تُبث عبر قنوات التلفزيون الفضائية، مثل قناة فانا التلفزيونية، وإي بي إس، وتلفزيون غوسبيل، و إي تي في 57 (المملوكة من قبل الحكومة)، وكانا تي في، وأو إم إن، ودي إم تي في، والكثير غيرها. تماشيًا مع سياسات الحكومة، يجري البث الإذاعي بلغات متنوعة. نظرًا لمستويات الفقر المرتفعة، وانخفاض معدلات القدرة على القراءة والكتابة، وسوء التوزيع السكاني خارج العاصمة، تخدم وسائل الإعلام المطبوعة سوى نسبة ضئيلة من السكان. تشمل أبرز الصحف اليومية أديس زيمين، وذا دايلي مونيتور، وصحيفة إثيوبيان هيرالد. هناك أيضًا صناعة أفلام صغيرة لكنها موجودة.

## اللغة
لغات إثيوبيا بحسب تعداد عام 2007.
وفقًا لإثنولوغ، هناك تسعون لغة منفصلة يتم التحدث بها في إثيوبيا. يتحدث معظم الناس في البلاد لغات أفريقيّة آسيويّة التي تشمل الفرعان الساميّ والكوشيّ. تشمل الأولى لغة الأورومو، التي يتحدث بها شعب الأورومو، واللغة الصومالية التي يتحدث بها شعب الصومال؛ تشمل الثانية اللغة الأمهرية، التي يتحدث بها شعب أمهره، واللغة التغرينية، التي يتحدث بها شعب تغراي. تشكل هذه المجموعات الأربع مجتمعة نحو ثلاثة أرباع سكان إثيوبيا. من بين اللغات الأفرو الأسيوية الأخرى التي يتحدث بها عدد كبير من الناس لغة السياداما الكوشية، واللغة العفارية، واللغة الهيدية، واللغات الكوشية الوسطى، فضلًا عن لغات الغوراج، والهرر، والسلتي، والأرغوبية السامية.
بالإضافة إلى ذلك، تتحدث مجموعات من الأقليات العرقية الأوموتية التي تعيش في المناطق الجنوبية اللغة الأوموتية. من بين تلك اللغات: آري وبينش وداورو وديزي وغامو وغوفا ومآلي وهامر وولايتا.
تتحدث الأقليات العرقية النيلة في البلاد لغات من الأسرة النيلية الصحراوية، وتتركز تلك المجموعات في المناطق الجنوبية الغربية من البلاد. تشمل تلك اللغات: نوير، أنوك، نيانغاتوم، ماجانغ، سورما، مين ومرسي.
الإنجليزية هي اللغة الأجنبية الأكثر انتشارًا وهي لغة المناهج التعليمية في المدارس الثانوية. كانت الأمهرية الأميهاريك لغة التعليم الابتدائي، عنها في كثير من المجالات بلغات إقليمية مثل أوروميفا أو الصومالية أو تيغرينيا. في حين أن جميع اللغات تحظى باعتراف حكومي على قدم المساواة ضمن دستور إثيوبيا لعام 1995، إلا أن اللغة الأمهرية هي لغة العمل الرسمية للحكومة الاتحادية. تتمتع مختلف ولايات إثيوبيا بحرية تحديد لغات عملها الخاصة بها، مع الاعتراف بأوروميفا والصومالية وتغرينيا معترف كلغات عمل رسمية في مناطقها.